# タワン・ダッチャニー
タワン・ダッチャニー（ถวัลย์ ดัชนี、1939年2月27日 - 2014年9月3日）は、タイ王国の画家。世界的に最も知名度の高いタイ人アーティストの1人として知られている。

## 略歴
1939年2月27日、タイ北部のチエンラーイに生まれる。1954年から1957年にかけて、バンコクのポーチャーン美術工芸学校で学ぶ。1956年、第7回バンコク全国美術展初入選。1958年から1963年にかけて、シラパコーン大学絵画彫刻版画学部で学ぶ。タイ近代美術の父と言われたイタリア人画家シン・ピーラシーに学んだ。1964年から1968年までオランダに留学、国立芸術アカデミーで学ぶ。壁画学専攻で修士、美学と形而上学で博士を取得。2001年、美術部門（絵画）で国家芸術家に指定される。

## 作風
現代人の奥に潜む狂気や退廃、暴力、エロス、死などを、独特の仏教観に根ざした独創的な画風により表現する。黒を基調とし、獣や昆虫と合体したグロテスクでエロティックな人体と、聖者としての仏が絡み合う迫力ある作風を特徴とする。その表現は仏教への冒涜と批判され、1971年には展覧会襲撃事件に発展するほどの反発を生み出した。一方で、ククリット・プラーモートが「神話に生命を与えた」と評価するなど、徐々に斬新な作風と独創性は支持されるようになった。1980年代から1990年代にかけて、大壁画を数多く手がけ、大衆の人気も獲得した。
アジア独自の芸術表現を築き上げ、世界に衝撃を与えた現代アジア美術界の巨匠と評される。

## 活動
絵画教育を振興するため「タワン・ダッチャニー基金」を設立した。また、彼の出身地のチエンラーイに｢精神と芸術村―現代自然史民族博物館」を設計・建設した。

## 受賞歴
- 2001年 - 福岡アジア文化賞芸術・文化賞受賞[1]

## 国内美術館所蔵作品
- 福岡アジア美術館（福岡市博多区下川端町3-1）
  - 崇拝（1964）[3]
  - マーラの戦い（1989）[4]
  - 我（1989）
  - 未来（1989）